# ヒゲナガカワトビケラ
ヒゲナガカワトビケラ（髭長川飛螻蛄、学名:Stenopsyche marmorata）は、トビケラ目ヒゲナガカワトビケラ科に分類される昆虫。

## 分布
日本（北海道、本州、四国、九州）

## 形態
体長12-20mm。

## 生態
河川の上流部から下流部にかけて生息する。成虫は4-11月にかけて出現し、灯火にも飛来する。
幼虫は水中の石の間に網を張り、そこにかかった流下微粒子を食べる。砂で繭を作り、蛹化する。

## 人との関係
クロカワムシの通名で呼ばれ、渓流釣りの餌として多用される。長野県南信地方（とくに伊那市）で食用とされているざざむしの大部分はヒゲナガカワトビケラの幼虫である。ざざむし漁は天竜川で行われ、漁期は冬の12月から2月までの3ヶ月間である。